# 陳之淯
陳之淯（1584年—？），字澹夫，號宜蘇，湖廣武昌府江夏縣人，明朝政治人物。

## 生平
由監生中式庚子湖廣鄉試七十八名舉人，萬曆三十八年（1610年）庚戌科進士。工部觀政，出官福建晉江縣知縣，萬曆四十四年（1644年）改湖州府教授，次年陞南京國子監學正。历升河南懷慶府知府，天啓五年六月升任山西按察司副使。

## 家族
曾祖陳烈；祖陳堪；父陳鎣，歲貢；母朱氏。重慶下，妻朱氏，兄之沂（庠生）；之氵尹。子棨；檠。